# Huntemannia doheoni
Huntemannia doheoni is een eenoogkreeftjessoort uit de familie van de Nannopodidae. De wetenschappelijke naam van de soort is voor het eerst geldig gepubliceerd in 2007 door Song, Rho & W. Kim.